# Platylabus muticus
Platylabus muticus är en stekelart som beskrevs av Thomson 1894. Platylabus muticus ingår i släktet Platylabus och familjen brokparasitsteklar. Arten är reproducerande i Sverige. Inga underarter finns listade i Catalogue of Life.